# 杜村 (德塞夫勒省)
杜村（法語：Doux，法語發音：[du] ⓘ）是法国德塞夫勒省的一个市镇，属于帕尔特奈区。

## 地理
杜村（46°44'18"N, 0°0'50"E）面积9.85 平方千米，位于法国新阿基坦大区德塞夫勒省，该省份为法国西部内陆省份，北起曼恩-卢瓦尔省，西接旺代省，南至夏朗德省和滨海夏朗德省，东临维埃纳省。
与杜村接壤的市镇（或旧市镇、城区）包括：泰讷宰、谢尔沃、克朗、迈松讷沃、马索涅。

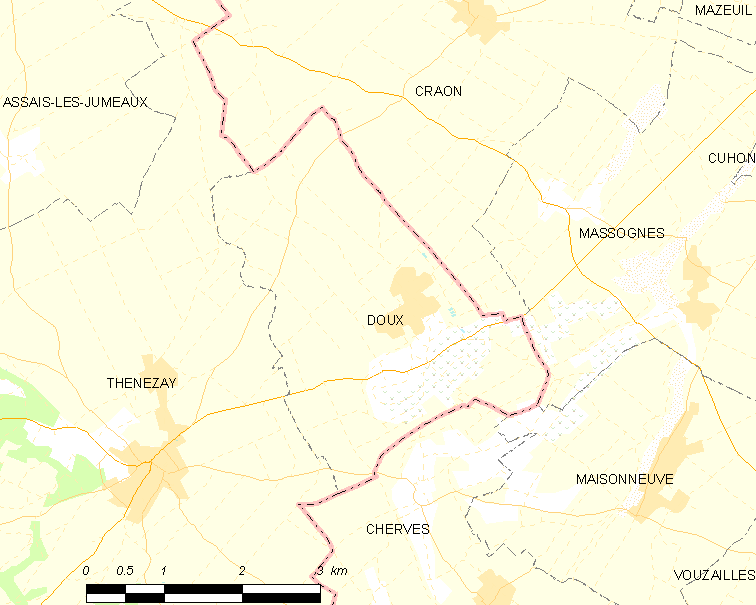
的OSM定位图

杜村的时区为UTC+01:00、UTC+02:00（夏令时）。

## 行政
杜村的邮政编码为79390，INSEE市镇编码为79108。

## 政治
杜村所属的省级选区为拉加蒂讷县。

## 人口

1962-2008年间人口变化图示

杜村于2022年1月1日时的人口数量为213人。